# Илганиј де Сус (Тулћа)
Илганиј де Сус (рум. Ilganii de Sus) насеље је у Румунији у округу Тулћа у општини Малиук. Oпштина се налази на надморској висини од 2 m.

## Становништво
Према подацима из 2002. године у насељу је живело 62 становника, од којих су сви румунске националности.